# Britische Fußballolympiamannschaft der Frauen
Die britische Fußballolympiamannschaft der Frauen existiert wegen der traditionellen Eigenständigkeit der Fußballverbände von England, Nordirland, Schottland sowie Wales nur für die Olympischen Spiele, bei denen sie das Vereinigte Königreich vertritt. Sie nahm an den Olympischen Spielen 2012 in London und an den Olympischen Spiele 2021 in Tokio teil.

## Hintergrund
Alle vier Verbände spielen eigene Meisterschaften aus und haben eine eigene Fußballnationalmannschaft, die unabhängig voneinander für Europameisterschaften und Weltmeisterschaften startberechtigt sind.
Da das Internationale Olympische Komitee aber im Gegensatz zur FIFA und zur UEFA auf lediglich einer Mannschaft pro Teilnehmerland besteht, ist es für alle vier britischen Nationalmannschaften nicht möglich, an den Olympischen Spielen anzutreten.
So wurde 1996 Brasilien anstelle von England nominiert und 2008 ermittelten Dänemark und Schweden den dritten europäischen Teilnehmer, nachdem England als drittbeste europäische Mannschaft bei der als Qualifikation dienenden Fußball-Weltmeisterschaft der Frauen 2007 abgeschnitten hatte. Zu den dazwischenliegenden Spielen konnte sich keine britische Mannschaft qualifizieren.

## Olympisches Fußballturnier 2012 in London
Die Olympischen Spiele 2012 wurden in London ausgetragen, und es bildete sich auch in der Politik der Wunsch, dass das gastgebende Land, das sich als Mutterland des Fußballs betrachtet, bei diesem Turnier ebenfalls vertreten ist. Die vier Fußballverbände reagierten unterschiedlich auf diesen Vorschlag. Während England und Nordirland prinzipiell zustimmten, verhielt sich Wales eher ablehnend. Der schottische Fußballverband lehnte dagegen eine britische Profimannschaft strikt ab und nahm nicht an den entsprechenden Beratungen teil. Man befürchtete, dass das Aufstellen einer britischen Nationalmannschaft den Sonderstatus der vier britischen Fußballverbände aufweichen könnte.
Im Juni 2011 wurde schließlich entschieden, dass sowohl bei den Männern als auch bei den Frauen eine britische Mannschaft antreten würde, die sich aus allen vier Verbänden zusammensetzen sollte. Zuvor hatte die FIFA versichert, dass eine Teilnahme am olympischen Fußballturnier keine Auswirkung auf die Autonomie und Unabhängigkeit der vier britischen Verbände haben würde. Die Organisation der Mannschaft Team GB unterlag dem englischen Verband FA.

### Kader
Am 28. Juni wurde von Hope Powell, der Trainerin der englischen Fußballnationalmannschaft der Frauen der Kader für die Olympischen Spiele benannt. Sie griff dabei überwiegend auf Spielerinnen der englischen Nationalmannschaft zurück, die auch schon bei der Weltmeisterschaft 2007 und/oder 2011 zum Einsatz gekommen waren und auch über ihre Vereine internationale Erfahrung besaßen. Hinzu kamen drei schottische Spielerinnen, davon eine als Ersatz und die nordirische Torhüterin, die ebenfalls nur als Ersatz nominiert wurde. Aus Wales wurde keine Spielerin nominiert.
| Nr.                        | Spielerin       | Geburtsdatum     | Verein                  | Nationalmannschaft | Länderspiele | Länderspieltore | WM-Spiele               | OS-Spiele |     |     |     |     |
| Tor                        | Tor             | Tor              | Tor                     | Tor                | Tor          | Tor             | Tor                     | Tor       | Tor | Tor | Tor | Tor |
| -------------------------- | --------------- | ---------------- | ----------------------- | ------------------ | ------------ | --------------- | ----------------------- | --------- | --- | --- | --- | --- |
| 1                          | Karen Bardsley  | 14. Oktober 1984 | Linköpings FC           | England            | 022          | 0               | 4 (2011)                | 4 (2012)  |     |     |     |     |
| 18                         | Rachel Brown    | 2. Juli 1980     | Everton LFC             | England            | 078          | 0               | 4 (2007, 2011)          |           |     |     |     |     |
| Abwehr                     |                 |                  |                         |                    |              |                 |                         |           |     |     |     |     |
| 5                          | Sophie Bradley  | 5. Mai 1989      | Lincoln Ladies FC       | England            | 015          | 0               | 3 (2011)                | 3 (2012)  |     |     |     |     |
| 13                         | Ifeoma Dieke    | 25. Februar 1981 | Vittsjö GIK             | Schottland         | 090          | 0               |                         | 2 (2012)  |     |     |     |     |
| 3                          | Steph Houghton  | 23. April 1988   | Arsenal LFC             | England            | 027          | 04              | 1 (2011)                | 4 (2012)  |     |     |     |     |
| 16                         | Claire Rafferty | 10. Januar 1989  | Chelsea LFC             | England            | 06           | 0               | 1 (2011)                |           |     |     |     |     |
| 2                          | Alex Scott      | 14. Oktober 1984 | Arsenal LFC             | England            | 090          | 012             | 8 (2007, 2011)          | 4 (2012)  |     |     |     |     |
| 6                          | Casey Stoney    | 13. Mai 1982     | Lincoln Ladies FC       | England            | 103          | 04              | 8 (2007, 2011)          | 4 (2012)  |     |     |     |     |
| Mittelfeld                 |                 |                  |                         |                    |              |                 |                         |           |     |     |     |     |
| 14                         | Anita Asante    | 27. April 1985   | Kopparbergs/Göteborg FC | England            | 055          | 01              | 5 (2007, 2011)          | 4 (2012)  |     |     |     |     |
| 4                          | Jill Scott      | 2. Februar 1987  | Everton LFC             | England            | 058          | 010             | 8 (2007, 2011)          | 4 (2012)  |     |     |     |     |
| 8                          | Fara Williams   | 25. Januar 1984  | Everton LFC             | England            | 105          | 036             | 6 (2007, 2011)          | 4 (2012)  |     |     |     |     |
| 11                         | Rachel Yankey   | 1. November 1979 | Arsenal LFC             | England            | 119          | 018             | 8 (2007, 2011)          | 4 (2012)  |     |     |     |     |
| Angriff                    |                 |                  |                         |                    |              |                 |                         |           |     |     |     |     |
| 15                         | Eniola Aluko    | 21. Februar 1987 | Birmingham City LFC     | England            | 061          | 011             | 6 (2007, 2011)          | 4 (2012)  |     |     |     |     |
| 7                          | Karen Carney    | 1. August 1987   | Birmingham City LFC     | England            | 075          | 013             | 7 (2007, 2011)          | 4 (2012)  |     |     |     |     |
| 12                         | Kim Little      | 29. Juni 1990    | Arsenal LFC             | Schottland         | 070          | 023             |                         | 4 (2012)  |     |     |     |     |
| 10                         | Kelly Smith     | 29. August 1978  | Arsenal LFC             | England            | 111          | 045             | 8 (2007, 2011)          | 3 (2012)  |     |     |     |     |
| 9                          | Ellen White     | 9. Mai 1989      | Arsenal LFC             | England            | 029          | 09              | 4 (2011)                | 3 (2012)  |     |     |     |     |
| 17                         | Rachel Williams | 10. Januar 1988  | Birmingham City LFC     | England            | 011          | 03              |                         | 1 (2012)  |     |     |     |     |
| Trainerstab                |                 |                  |                         |                    |              |                 |                         |           |     |     |     |     |
| Trainer                    | Hope Powell     | 6. Dezember 1966 |                         | England            | 066 150      | 35 0            | 3 (1995) 8 (2007, 2011) | 4 (2012)  |     |     |     |     |
| Co-Trainer                 | Brent Hills     |                  |                         |                    |              |                 |                         |           |     |     |     |     |
| Co-Trainer                 | Keith Rees      |                  |                         |                    |              |                 |                         |           |     |     |     |     |
| Anmerkungen:1. 2. 3. 4. 5. |                 |                  |                         |                    |              |                 |                         |           |     |     |     |     |

Reservespielerinnen:
| Nr.               | Spielerin      | Geburtsdatum       | Verein            | Nationalmannschaft | Länderspiele | Länderspieltore | WM-Spiele |     |     |     |     |     |
| Tor               | Tor            | Tor                | Tor               | Tor                | Tor          | Tor             | Tor       | Tor | Tor | Tor | Tor | Tor |
| ----------------- | -------------- | ------------------ | ----------------- | ------------------ | ------------ | --------------- | --------- | --- | --- | --- | --- | --- |
| 22                | Emma Higgins   | 15. Mai 1986       | KR Reykjavík      | Nordirland         | 053          | 000             |           |     |     |     |     |     |
| Abwehr            |                |                    |                   |                    |              |                 |           |     |     |     |     |     |
| 19                | Dunia Susi     | 10. August 1987    | Chelsea LFC       | England            | 016          | 000             | 0 (2011)  |     |     |     |     |     |
| Angriff           |                |                    |                   |                    |              |                 |           |     |     |     |     |     |
| 20                | Jessica Clarke | 5. Mai 1989        | Lincoln Ladies FC | England            | 034          | 09              | 2 (2011)  |     |     |     |     |     |
| 21                | Jane Ross      | 18. September 1989 | Glasgow City LFC  | Schottland         | 039          | 013             |           |     |     |     |     |     |
| Anmerkungen:1. 2. |                |                    |                   |                    |              |                 |           |     |     |     |     |     |

### Spiele

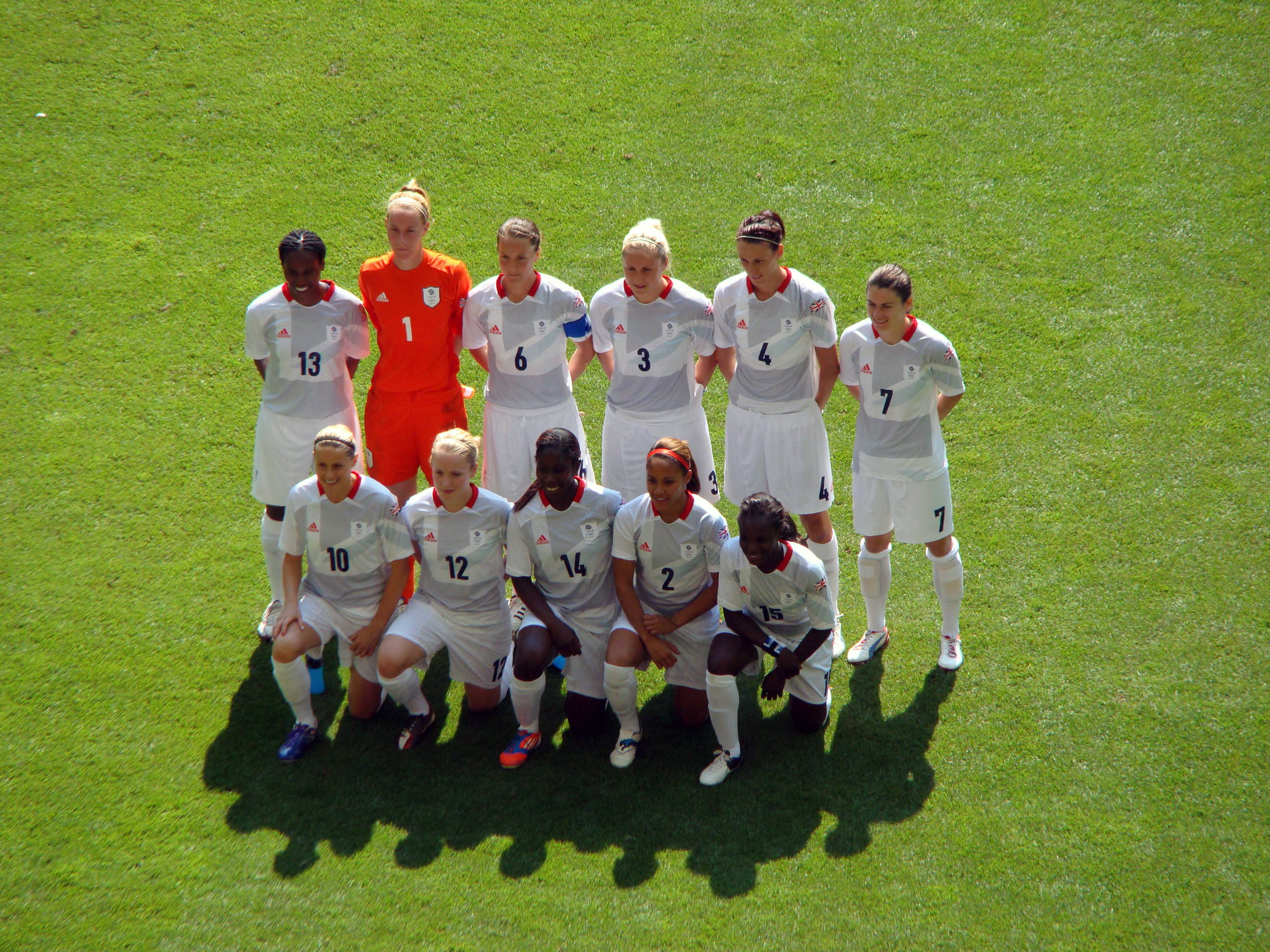
Die Mannschaft vor dem ersten Gruppenspiel

Für die Olympischen Spiele wurde das Vereinigte Königreich als Gruppenkopf der Gruppe E gesetzt und Brasilien, Kamerun und Neuseeland zugelost. Am 20. Juli 2012 bestritt die Mannschaft ein Testspiel gegen Schweden im Riverside Stadium in Middlesbrough (Endstand 0:0). Die drei Gruppenspiele konnte das Team GB ohne Gegentor gewinnen und zog damit als Gruppensieger ins Viertelfinale ein. Dort unterlag sie der kanadischen Mannschaft und schied ohne Medaille aus. Die Zuschauerzahl von 70.584 beim dritten Gruppenspiel ist die bis dato höchste Zuschauerzahl einer britischen Frauenmannschaft und war auch zunächst die höchste Zuschauerzahl bei einem Frauenfußballspiel im Vereinigten Königreich. Sie wurde im Endspiel zwischen den USA und Japan mit 80.203 aber noch übertroffen.
| 25. Juli 2012, 16:00 Uhr, Gruppenphase, Cardiff, Millennium Stadium          |   |            |           |
| Vereinigtes Königreich                                                       | – | Neuseeland | 1:0 (0:0) |
| 28. Juli 2012, 17:15 Uhr, Gruppenphase, Cardiff, Millennium Stadium          |   |            |           |
| Vereinigtes Königreich                                                       | – | Kamerun    | 3:0 (2:0) |
| 31. Juli 2012, 19:45 Uhr, Gruppenphase, London, Wembley-Stadion              |   |            |           |
| Vereinigtes Königreich                                                       | – | Brasilien  | 1:0 (1:0) |
| 3. August 2012, 19:30 Uhr, Viertelfinale, Coventry, City of Coventry Stadium |   |            |           |
| Vereinigtes Königreich                                                       | – | Kanada     | 0:2 (0:2) |

## Olympisches Fußballturnier 2020 in Tokio
Nachdem keine britische Mannschaft am olympischen Fußballturnier 2016 in Rio de Janeiro teilnahm, obwohl die englische Mannschaft die beste europäische Mannschaft bei der WM 2015 war, hatten sich die vier britischen Verbände darauf geeinigt, eine gemeinsame Frauenmannschaft zum Turnier nach Tokio zu schicken, sofern sich England dafür bei der WM 2019 qualifizieren würde. Da England als eine von drei europäischen Mannschaften das WM-Halbfinale erreichte, konnte die britische Mannschaft in Tokio starten. Die Mannschaft wurde von der Norwegerin Hege Riise, Olympiasiegerin 2000 und Interimstrainerin der englischen Mannschaft, zusammengestellt und trainiert. Bei der Auslosung am 21. April 2021 wurden die Britinnen in die Gruppe mit Gastgeber Japan, OS-Neuling Chile und Kanada gelost.

### Kader
Der Kader wurde am 27. Mai 2021 bekannt gegeben. Am 18. Juni wurde die verletzte Karen Bardsley durch Carly Telford ersetzt. Ein für den 1. Juli 2021 terminiertes Testspiel gegen Sambia wurde abgesagt.
| Nr.                     | Spielerin        | Geburtsdatum | Verein              | Nationalmannschaft | Länderspiele | Länderspieltore | WM-Spiele, -Tore              | OS-Spiele, -Tore      |     |     |     |     |
| Tor                     | Tor              | Tor          | Tor                 | Tor                | Tor          | Tor             | Tor                           | Tor                   | Tor | Tor | Tor | Tor |
| ----------------------- | ---------------- | ------------ | ------------------- | ------------------ | ------------ | --------------- | ----------------------------- | --------------------- | --- | --- | --- | --- |
| 22                      | Sandy MacIver    | 18.06.1998   | FC Everton          | England            | 001          | 0               |                               |                       |     |     |     |     |
| 01                      | Ellie Roebuck    | 23.09.1999   | Manchester City WFC | England            | 007          | 0               |                               | 4 (2021)              |     |     |     |     |
| 13                      | Carly Telford    | 07.07.1987   | Chelsea FC Women    | England            | 027          | 0               |                               |                       |     |     |     |     |
| Abwehr                  |                  |              |                     |                    |              |                 |                               |                       |     |     |     |     |
| 14                      | Millie Bright    | 21.08.1993   | Chelsea FC Women    | England            | 039          | 0               | 05 (2019)                     | 3 (2021)              |     |     |     |     |
| 02                      | Lucy Bronze      | 28.10.1991   | Manchester City WFC | England            | 083          | 09              | 13,3 (2015, 2019)             | 4 (2021)              |     |     |     |     |
| 12                      | Rachel Daly      | 06.12.1991   | Houston Dash        | England            | 038          | 04              | 05 (2019)                     | 4 (2021)              |     |     |     |     |
| 05                      | Steph Houghton   | 23.04.1988   | Manchester City WFC | England            | 121          | 13              | 15,2 (2011, 2015, 2019)       | 4 (2012), 3 (2021)    |     |     |     |     |
| 06                      | Sophie Ingle     | 02.09.1991   | Chelsea FC Women    | Wales              | 105          | 02              |                               | 4 (2021)              |     |     |     |     |
| 03                      | Demi Stokes      | 12.12.1991   | Manchester City WFC | England            | 059          | 01              | 03 (2019)                     | 3 (2021)              |     |     |     |     |
| 16                      | Leah Williamson  | 29.03.1997   | Arsenal Women FC    | England            | 020          | 01              | 01 (2019)                     | 3 (2021)              |     |     |     |     |
| 21                      | Lotte Wubben-Moy | 11.01.1999   | Arsenal Women FC    | England            | 002          | 0               |                               |                       |     |     |     |     |
| Mittelfeld              |                  |              |                     |                    |              |                 |                               |                       |     |     |     |     |
| 10                      | Fran Kirby       | 29.06.1993   | Chelsea FC Women    | England            | 047          | 14              | 10,2 (205, 2019)              | 2 (2021)              |     |     |     |     |
| 18                      | Jill Scott       | 02.02.1987   | Manchester City WFC | England            | 151          | 24              | 21,1 (2007, 2011, 2015, 2019) | 4 (2012), 4 (2021)    |     |     |     |     |
| 17                      | Georgia Stanway  | 03.01.1999   | Manchester City WFC | England            | 021          | 02              | 05 (2019)                     | 4 (2021)              |     |     |     |     |
| 04                      | Keira Walsh      | 08.04.1997   | Manchester City WFC | England            | 030          | 0               | 05 (2019)                     | 3 (2021)              |     |     |     |     |
| 11                      | Caroline Weir    | 20.06.1995   | Manchester City WFC | Schottland         | 077          | 13              | 03 (2019)                     | 4 (2021)              |     |     |     |     |
| Angriff                 |                  |              |                     |                    |              |                 |                               |                       |     |     |     |     |
| 19                      | Niamh Charles    | 21.06.1999   | Chelsea FC Women    | England            | 001          | 0               |                               |                       |     |     |     |     |
| 15                      | Lauren Hemp      | 07.08.2000   | Manchester City WFC | England            | 008          | 0               |                               | 3 (2021)              |     |     |     |     |
| 08                      | Kim Little       | 29.06.1990   | Arsenal Women FC    | Schottland         | 139          | 59              | 03,1 (2019)                   | 4 (2012), 4 (2021)    |     |     |     |     |
| 07                      | Nikita Parris    | 10.03.1994   | Olympique Lyon      | England            | 052          | 14              | 07,1 (2019)                   | 4 (2021)              |     |     |     |     |
| 20                      | Ella Toone       | 02.09.1999   | Manchester United   | England            | 002          | 01              |                               | 1 (2021)              |     |     |     |     |
| 09                      | Ellen White      | 09.05.1989   | Manchester City WFC | England            | 095          | 39              | 14,6 (2011, 2015, 2019)       | 3 (2012), 4,6 (2021)  |     |     |     |     |
| Trainerstab             |                  |              |                     |                    |              |                 |                               |                       |     |     |     |     |
| Trainer                 | Hege Riise       | 18.07.1969   |                     | England            | 188 003      | 58 0            | 22,9 (1991, 1995, 1999, 2003) | 10,2 (1996, 2000)     |     |     |     |     |
| Co-Trainerin            | Rhian Wilkinson  | 12.05.1982   |                     | England            | 181          | 7               | 15 (2003, 2007, 2011, 2015)   | 13 (2008, 2012, 2016) |     |     |     |     |
| Anmerkungen:1. 2. 3. 4. |                  |              |                     |                    |              |                 |                               |                       |     |     |     |     |

### Spiele
| 21. Juli 2021, 9:30 Uhr (MESZ), Gruppenphase, Sapporo, Sapporo Dome     |   |                        |                       |
| Vereinigtes Königreich                                                  | – | Chile                  | 2:0 (1:0)             |
| 24. Juli 2021, 12:30 Uhr (MESZ), Gruppenphase, Sapporo, Sapporo Dome    |   |                        |                       |
| Japan                                                                   | – | Vereinigtes Königreich | 0:1 (0:0)             |
| 27. Juli 2021, 19:45 Uhr, Gruppenphase, Kashima, Kashima Soccer Stadium |   |                        |                       |
| Kanada                                                                  | – | Vereinigtes Königreich | 1:1 (0:0)             |
| 30. Juli 2021, 18:00, Viertelfinale, Kashima, Kashima Soccer Stadium    |   |                        |                       |
| Vereinigtes Königreich                                                  | – | Australien             | 3:4 n. V.; (2:2, 0:1) |

## Olympisches Fußballturnier 2024 in Paris
Für die Teilnahme der europäischen Mannschaften war erstmals nicht das Abschneiden bei der vorherigen Weltmeisterschaft entscheidend, sondern die Platzierung bei der erstmals ausgetragenen UEFA Women’s Nations League. Damit gingen die beiden europäischen Tickets nicht automatisch an Spanien und England, die Finalisten der WM. Nur die Gruppensieger der vier Liga-A-Gruppen konnten um zwei Tickets für die Olympischen Spiele spielen. In einer Gruppe mit den Niederlanden, Belgien und Schottland belegten die Engländerinnen aber nur den zweiten und die Schottinnen den letzten Platz, womit keine britische Mannschaft an den Spielen in Paris teilnehmen konnte. Dabei hatten die Engländerinnen am letzten Spieltag noch die Chance Gruppensieger zu werden. Der 6:0-Sieg in Schottland mit einem Tor in der Nachspielzeit reichte aber nicht, da die Niederländerinnen durch zwei Tore in der Nachspielzeit im Parallelspiel mit 4:0 gegen Belgien gewannen und damit die um ein Tor bessere Tordifferenz gegenüber den punktgleichen Engländerinnen hatten. Die Niederländerinnen scheiterten dann aber im Spiel um Platz 3 des Final-Four-Turniers an Deutschland, das bei der WM erstmals bereits in der Vorrunde ausgeschieden war.